# Хирши, Марк
Марк Хирши (нем. Marc Hirschi; род. 24 августа 1998 в Берне,  Швейцария) —  швейцарский профессиональный  шоссейный велогонщик.

## Достижения
2015
1-й   Чемпион Швейцарии — Групповая гонка (юниоры)
1-й - Гран-при Генерала Паттона — Генеральная классификация (юниоры)
1-й - Гран-при Рублиланда — Генеральная классификация (юниоры)
1-й - Этап 1
2-й - Чемпионат Швейцарии — Групповая гонка (юниоры)
2016
1-й   Чемпион Швейцарии — Групповая гонка (юниоры)
1-й - Tour du Pays de Vaud — Генеральная классификация (юниоры)
1-й - Trofeo Emilio Paganessi (юниоры)
1-й - Этап 3 Гран-при Рублиланда (юниоры)
1-й  Чемпион мира по трековым велогонкам — Мэдисон (вместе с Рето Мюллером) (юниоры)
1-й  Чемпион Швейцарии по трековым велогонкам — Мэдисон (вместе с Рето Мюллером) (юниоры)
2-й  - Чемпионат Европы — Индивидуальная гонка (юниоры)
2017
1-й - Tour du Jura
3-й  - Чемпионат Европы — Групповая гонка U23
6-й - Piccolo Giro di Lombardia U23
8-й  - Чемпионат Европы — Индивидуальная гонка U23
2018
1-й  Чемпион Европы — Индивидуальная гонка U23
2-й - Тур Эльзаса — Генеральная классификация
1-й - Этап 3
3-й - Grand Prix Priessnitz spa U23 — Генеральная классификация
1-й - Этап 2
4-й - Tour de l'Ain  — Генеральная классификация
1-й  — Молодёжная классификация
5-й - Чемпионат Европы — Групповая гонка U23
5-й - Истриан Спринг Трофи — Генеральная классификация
1-й - Этап 2
5-й - Льеж — Бастонь — Льеж U23
5-й - Эшборн — Франкфурт U23
6-й - Тур Фландрии U23
10-й - Tour de Savoie Mont-Blanc — Генеральная классификация
2021
2-й на Венето Классик
2022
Венето Классик